# Campanula dimorphantha
Campanula dimorphantha là loài thực vật có hoa trong họ Hoa chuông. Loài này được Schweinf. mô tả khoa học đầu tiên năm 1867.